# 43M Zrínyi
El 43M Zrínyi fue un cañón de asalto húngaro de la Segunda Guerra Mundial.

## Desarrollo

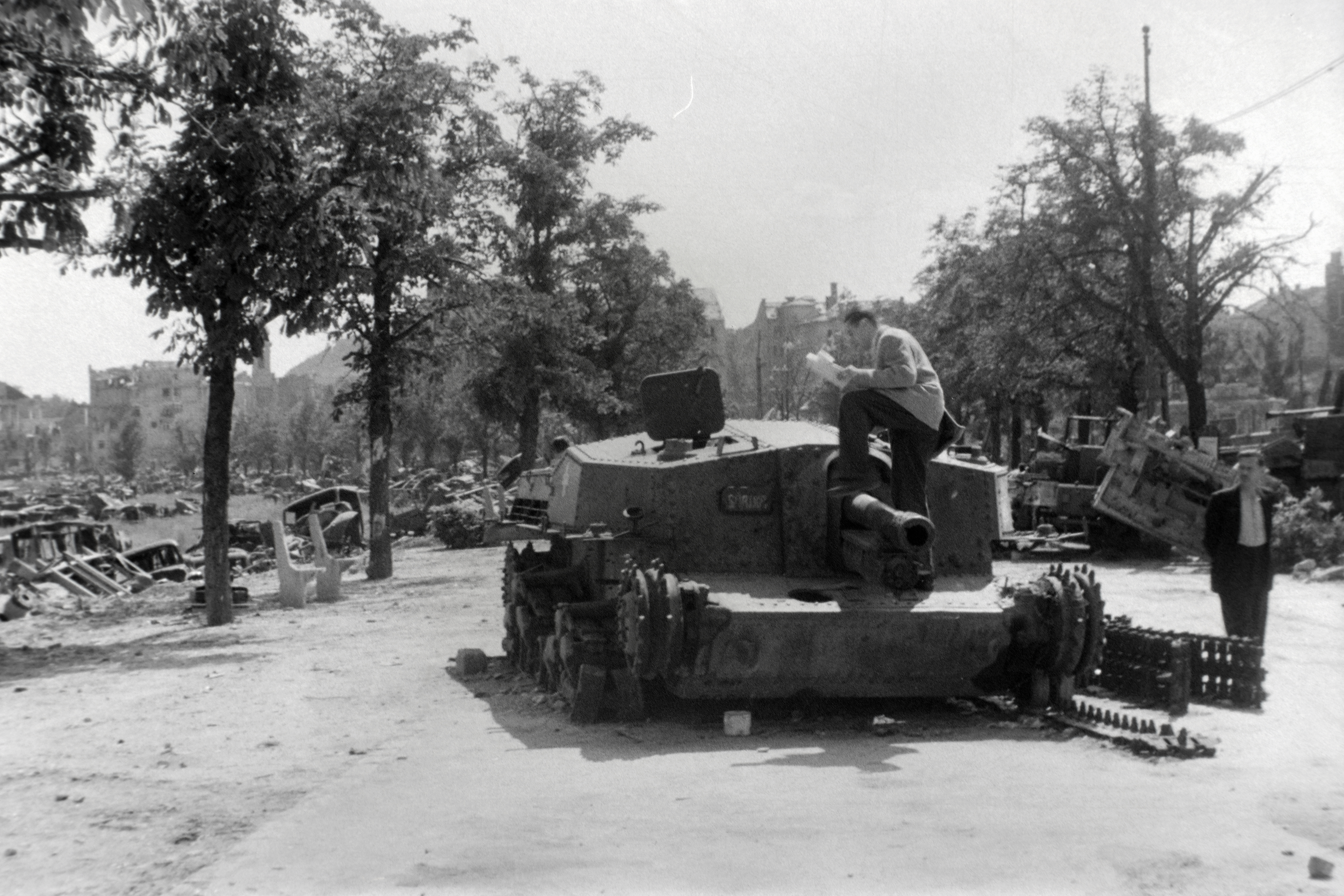
Un Zrínyi II destruido en el Parque Vérmező, Budapest, 1945

El desarrollo del Zrínyi empezó en 1942, después que la delegación húngara tuvo oportunidad de observar el éxito del StuG III Ausf. F armado con el cañón antitanque de caña larga 7,5 cm KwK 40 o el obús de caña corta 10.5 cm leFH 18.[cita requerida]
Hungría trató de negociar con Alemania la evaluación y compra de un lote de StuG III. Sin embargo, solamente recibió una fracción de los vehículos que necesitaba y empezó a diseñar un vehículo similar de producción propia.
Después del éxito de los cañones de asalto en el Frente del Este, la situación apremiaba el inicio de la producción de un vehículo similar. Los ingenieros de la Acería Manfréd Weiss decidieron emplear como base el casco del tanque medio 40M Turán I, que ya había demostrado su resistencia y estaba en servicio con el Real Ejército Húngaro.
Para su armamento principal, se montó en la primera variante el cañón antitanque de caña larga 43M 75 mm (que todavía estaba en desarrollo), mientras que la segunda variante iba armada con el obús MÁVAG 40/43M 105 mm, que podía emplear la munición del 10.5 cm leFH 18.[cita requerida]

## Diseño
El casco del 40M Turán I fue ensanchado y elevado para albergar el cañón de gran calibre, reforzándose el blindaje del glacis hasta obtener un espesor de 75 mm.[cita requerida]
La primera variante fue el 44M Zrínyi I, que estaba armado con el cañón 43M 75 mm y cuyo glacis tenía un espesor de 100 mm, entrando en servicio en 1944. La segunda variante fue el 43M Zrínyi II. Estaba armado con el obús de caña corta 40/43M MÁVAG 105 mm. El diseño del Zrínyi II fue el de un vehículo de apoyo a la infantería tradicional, mientras que el Zrínyi I se esperaba cumplir un papel antitanque.

## Producción
Después de las exitosas pruebas y evaluaciones en diciembre de 1942, el Alto Mando ordenó 40 Zrínyi II. Estos estuvieron listos hasta finales de 1943. En enero de 1944 se ordenaron 50 vehículos adicionales, de los cuales 20 fueron producidos entre marzo y julio.[cita requerida]
El 27 de julio de 1944, después que 6 nuevos Zrínyi fueron completados en la mañana, un avión atacó y bombardeó la Acería Manfréd Weiss, siendo derribado y estrellándose contra la fábrica. Alrededor de 20 Zrínyi II casi completos fueron rescatados de entre los escombros, de los cuales 6 fueron reconstruidos por Ganz.[cita requerida] La producción total del 43M Zrínyi II fue de 72 unidades.

## Historial de combate

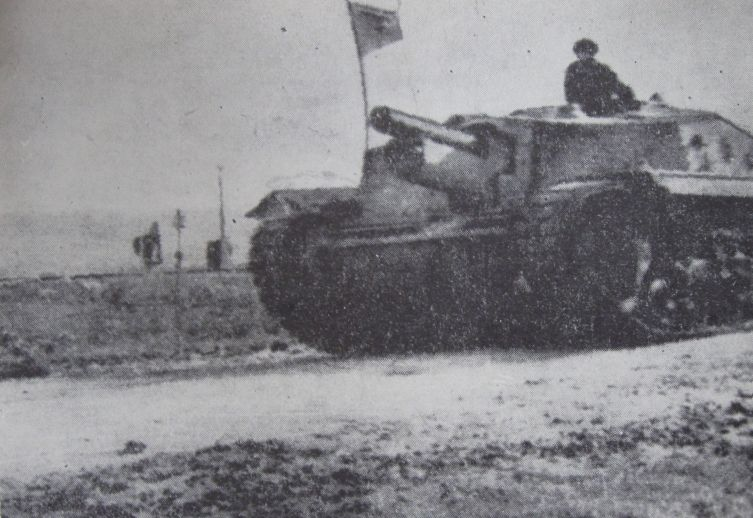
Zrínyi II en servicio rumano cerca de Cluj, a finales de 1944.

Los 43M Zrínyi fueron suministrados a los batallones de asalto 1°, 2° y 3°, luchando principalmente en Galitzia en el verano de 1944 contra la ofensiva soviética.
Varios Zrínyi II fueron capturados por la Unión Soviética durante la ocupación de Hungría. Un Zrínyi II fue capturado por las tropas rumanas que luchaban para retomar Transilvania durante septiembre-octubre de 1944, siendo puesto en servicio durante un período limitado. El cañón de asalto fue luego confiscado por el Ejército Rojo.
El único 43M Zrínyi II que sobrevivió a la guerra se encuentra en el museo de tanques de Kubinka, cerca de Moscú.